# Bruce Surtees
Pour les articles homonymes, voir Surtees.
Bruce Surtees est un directeur de la photographie américain né le 27 juillet 1937, et mort le 23 février 2012. Il est le fils de Robert Surtees.

## Filmographie sélective
- 1971 : Les Proies
- 1971 : Un frisson dans la nuit
- 1971 : L'Inspecteur Harry
- 1972 : La Légende de Jesse James
- 1972 : La Conquête de la planète des singes
- 1972 : Joe Kidd
- 1973 : L'Homme des hautes plaines
- 1973 : Les Choses de l'amour
- 1973 : Échec à l'organisation
- 1974 : Lenny
- 1975 : La Fugue (Night Moves)
- 1976 : Sparkle (en)
- 1976 : Leadbelly
- 1976 : Josey Wales hors-la-loi
- 1976 : Le Dernier des géants
- 1977 : Three Warriors
- 1978 : Graffiti Party
- 1978 : Movie Movie
- 1979 : Dreamer
- 1979 : L'Évadé d'Alcatraz
- 1981 : Inchon
- 1982 : Firefox, l'arme absolue
- 1982 : Dressé pour tuer
- 1982 : Ladies and Gentlemen, the Fabulous Stains
- 1982 : Honkytonk Man
- 1983 : Bad Boys
- 1983 : Risky Business
- 1983 : Le Retour de l'inspecteur Harry
- 1984 : La Corde raide
- 1984 : Le Flic de Beverly Hills
- 1985 : Pale Rider - Le cavalier solitaire
- 1986 : Psychose 3 (Psychose III)
- 1986 : Out of Bounds (en)
- 1986 : Ratboy
- 1987 : Back to the Beach (en)
- 1988 : Plein pot (License to Drive)
- 1990 : Men Don't Leave
- 1991 : Run
- 1991 : Réclusion à mort
- 1991 : The Super
- 1992 : That Night
- 1993 : The Crush d'Alan Shapiro
- 1994 : Les Oiseaux 2 (TV)
- 1994 : Corrina, Corrina
- 1995 : Les Aventuriers de l'or noir
- 1996 : The Substitute (film, 1996)
- 1998 : Sexe, strip-tease et tequila
- 2002 : Joshua